# Thierry Figueira
Thierry César Figueiredo Filho, mais conhecido como Thierry Figueira (Rio de Janeiro, 16 de maio de 1978), é um ator e empresário brasileiro.

## Carreira
Aos quatorze anos, Thierry fazia um curso de teatro e, em um dos espetáculos em que atuou, conheceu Maria Maya, filha do diretor Wolf Maya. Foi ele quem deu a primeira oportunidade ao ator estreante, chamando-o para integrar o elenco da telenovela A Viagem. O trabalho seguinte na televisão, dois anos depois, foi na telenovela Cara & Coroa, e foi obtido por meio de um teste. Anos depois virou apresentador de telejornal esportivo e ganhou o troféu imprensa de melhor apresentador do ano. Desde 2010 apresenta o You Tube Carnaval ao lado de Luciana Fialho.

## Vida pessoal
Thierry se casou em 2010 com a oftalmologista Andressa Garcia. Em junho de 2015 nasceram as primeiras filhas do casal, as gêmeas Rafaela e Nina. 

## Filmografia

### Televisão
| Ano     | Título                            | Personagem                     | Nota                                           | Emissora         |
| ------- | --------------------------------- | ------------------------------ | ---------------------------------------------- | ---------------- |
| 1994    | A Viagem                          | Guga                           |                                                | TV Globo         |
| 1995    | Cara e Coroa                      | Pedro Santoro Alcântara Prates |                                                | TV Globo         |
| 1996    | Você Decide                       | Felipe                         | Episódio: "Tempo de Namoro"                    | TV Globo         |
| 1996    | Você Decide                       | Marcel                         | Episódio: "Começar de Novo"                    | TV Globo         |
| 1996    | Caça Talentos                     | Danilo Stompanato              | Episódio: "Batons Mágicos"                     | TV Globo         |
| 1996    | Malhação                          | Gabriel                        | Participação: Temporada 2                      | TV Globo         |
| 1997    | O Amor Está no Ar                 | Rodrigo                        |                                                | TV Globo         |
| 1997    | Malhação                          | Lau                            | Participação: Temporada 3                      | TV Globo         |
| 1997    | Você Decide                       | Tito                           | Episódio: "Vida Dupla"                         | TV Globo         |
| 1998    | Você Decide                       | Carlos                         | Episódio: "Seria Trágico, Se Não Fosse Cômico" | TV Globo         |
| 1999    | Você Decide                       | Beto                           | Episódio: "Testemunha em Pânico"               | TV Globo         |
| 1999    | Você Decide                       | Kiko                           | Episódio: "Gol de Placa"                       | TV Globo         |
| 1999    | Vila Madalena                     | Hugo Lopes                     |                                                | TV Globo         |
| 1999    | D'Artagnan e Os Três Mosqueteiros | Aramis                         | Especial de fim de ano                         | TV Globo         |
| 2000    | Aquarela do Brasil                | Milton                         |                                                | TV Globo         |
| 2000–01 | Bambuluá                          | Árion                          | Temporadas 1–2                                 | TV Globo         |
| 2003    | Canavial de Paixões               | João de Deus                   |                                                | SBT              |
| 2004    | Seus Olhos                        | Artur Meireles                 |                                                | SBT              |
| 2005    | Os Ricos Também Choram            | Pedro Guedes                   |                                                | SBT              |
| 2007    | Amigas & Rivais                   | Raí Delano (Sugar Baby)        |                                                | SBT              |
| 2008    | Guerra e Paz                      | Piruá                          | Episódio: "Boleiros & Barangas"                | TV Globo         |
| 2009    | Bela, a Feia                      | Alfredo Aguiar (Dinho)         |                                                | Record           |
| 2010    | Balada, Baladão                   | X-9                            | Especial de final de ano                       | Record           |
| 2012    | Rei Davi                          | Ziba                           |                                                | Record           |
| 2012    | Balacobaco                        | Patrick Pimenta                |                                                | Record           |
| 2014    | Milagres de Jesus                 | Gabriel                        | Episódio: "A Mulher Encurvada"                 | Record           |
| 2015    | Vitória                           | Tiago Oliveira (Oliveira)      | Episódios: "9–23 de janeiro"                   | Record           |
| 2015    | Os Dez Mandamentos                | Aníbal                         |                                                | Record           |
| 2017    | Belaventura                       | Nodier Cadis                   |                                                | Record           |
| 2019    | Dancing Brasil                    | Participante                   | Temporada 5                                    | Record           |
| 2019    | Amor Sem Igual                    | Delegado Fonseca               |                                                | Record           |
| 2021    | Amélio, O Homem de Verdade        | Amélio                         |                                                | Prime Box Brazil |
| 2022    | Reis                              | Laish                          | Fase:A Ingratidão                              | Record           |

### Filmes
| Ano  | Título                    | Personagem | Nota           |
| ---- | ------------------------- | ---------- | -------------- |
| 1998 | Uma Aventura do Zico      | Marcão     |                |
| 1999 | O Trapalhão e a Luz Azul' | Aramis     |                |
| 2000 | O Barato é Ser Careta     | Jhonny     | Curta-metragem |
| 2012 | Amor Proibido             | Daniel     | Curta-metragem |
| 2016 | Os Dez Mandamentos        | Aníbal     |                |
| 2016 | O Drinque                 | Sérgio     | Curta-metragem |

### Web
| Ano  | Título           | Personagem | Nota                        |
| ---- | ---------------- | ---------- | --------------------------- |
| 2014 | Porta dos Fundos | Ele mesmo  | Episódio: "Como é Que Fala" |

## Teatro
| Ano     | Título                            | Personagem                   |
| ------- | --------------------------------- | ---------------------------- |
| 1998    | D'Artagnan e Os Três Mosqueteiros | Aramis                       |
| 2008–09 | Cyrano                            | Cristiano                    |
| 2010–11 | A Marca do Zorro                  | Don Diego de La Vega / Zorro |